# Niklas Luhmann
Niklas Luhmann (Luneburgo, 8 de dezembro de 1927 — Oerlinghausen, 6 de novembro de 1998) foi um sociólogo alemão apontado como um dos principais autores das teorias sociais do século XX, deixando uma obra com mais de 14.000 páginas.
Durante sua carreira acadêmica, Luhmann também abordou em seus estudos a política, as artes, economia, religião e os sistemas comunicacionais.
Adepto de uma teoria particularmente própria do pensamento sistêmico, Luhmann investiga os sistemas sociais e se apropria de um conceito da Biologia desenvolvido pelo pesquisador Humberto Maturana, juntamente com Francisco Varela, a autopoiese, que consistia na  autorreprodução de uma espécie” . Essa ideia foi incorporada à sociedade devido ao princípio de fechamento operativo que existe dentro dos sistemas que a compõem.

## Biografia
Luhmann nasceu no distrito de Lüneburg, na Alemanha. Estudou direito na Universidade de Freiburg, entre 1946 e 1949, quando obteve seu doutorado e começou sua carreira na administração pública. Durante um descanso em 1961 foi para Harvard para estudar a sociologia de Talcott Parsons. Nos últimos anos, Luhmann abandonou o sistema teórico de Parsons. Ao deixar o serviço público em 1962, estudou na Hochschule für Verwaltungswissenschaften (Universidade para Ciências Administrativas) em Speyer, na Renânia-Palatinado, onde foi influenciado pelo pensamento sociológico de Arnold Gehlen. Luhmann permaneceu em Speyer até 1965, quando se mudou para Münster onde trabalhou no departamento de pesquisa social da universidade, ao mesmo tempo que concluiu um semestre de sociologia. Dois livros anteriores foram retroativamente aceitos como tese de Pós-Doutorado e recebeu o título de Professor. Em 1969 foi indicado professor de sociologia na recém-fundada Universidade de Bielefeld onde lecionou até a aposentadoria, em 1993. Continuou seu trabalho até finalmente completar sua grande obra, Die Gesellschaft der Gesellschaft ("A Sociedade da Sociedade"), publicado em 1997.

## Teoria Geral dos Sistemas Sociais
O elemento central da teoria de Luhmann é a comunicação. Ela tem o papel de regular as relações entre o sistema e o ambiente. Na teoria de Luhmann, a ideia de transferência de informação é deixada de lado. O receptor não recebe uma informação da mesma maneira que é emitida. No processo de comunicação, essa informação é multiplicada. Ele aplica esse erro ao excesso de ontologia, ao supor que a informação propagada é a mesma adquirida. Em 1994, Luhmann apresentou uma exposição sobre a realidade dos meios de comunicação e após isso ele publicou seu livro. Luhmann utiliza vários conceitos apropriados de diversos autores e cada conceito ganha um significado novo e algumas vezes  diferente da noção inicial.
A princípio é necessário entender alguns conceitos: sistema, ambiente e sistemas sociais.
Luhmann queria se diferenciar da noção de sistema presente no dicionário, ele faz isso ao propor imaginar sistema através de sua diferença com ambiente.
Isso significa que tudo que existe é sistema ou ambiente. Um sistema pode ser ambiente de outro sistema, isso depende do ponto de referência com que se observa. Não faz sentido dizer que algo é ambiente por si só, e isso não faz do sistema mais importante do que o ambiente. Um não existe sem o outro, eles não são independentes.
Os sistemas sociais são aqueles constituídos por comunicação, tudo que não é comunicação está no ambiente. Isto quer dizer que o homem se encontra no ambiente do sistema social, fora da sociedade. Mesmo assim, para Luhmann não existe sociedade sem seres humanos, eles precisam existir e permanecer fora da sociedade. Se por alguma razão o homem não pudesse falar e só existisse esse modo de comunicação, nesse caso haveria homens sem sociedade. Então, é provado, que sem comunicação não há sociedade. Porém, a teoria não exclui completamente o homem da sociedade.
Luhmann aborda três tipos de sistemas sociais: as interações, as organizações e a sociedade.
O primeiro deles e mais fácil é a interação. Para que ela aconteça é necessário a presença física de duas ou mais pessoas, que percebam a presença um do outro. A duração é bem curta e isso dificulta a continuidade da interação. Ter a presença física como um pré-requisito não quer dizer que as pessoas  participem da interação. Por mais estranho que possa ser entender como o elemento principal (o homem) deste sistema não faz parte do que é definido, para Luhmann, isso é possível por conta do fechamento operacional do sistema. As pessoas são essenciais para a comunicação, contudo, a diferenciação acontece porque o sistema é independente, ele opera a sua maneira e isso ultrapassa a ação dos participantes nessa interação.
Nas empresas, que é um tipo de organização fica mais simples compreender essa autonomia da comunicação. Para que ela seja efetivada, é preciso um determinado período de tempo para indicar uma sustentação após o fim das interações. O estabelecimento de regras e a seleção de pessoas competentes garantem a permanência de uma organização. A decisão é o tipo de comunicação mais usado nesse sistema. Por meio disso, é perceptível como a comunicação ultrapassa o homem e forma ela própria um sistema. Uma organização toma rumos próprios, mesmo dependendo das decisões de seus integrantes, ela está acima deles. Existem regras, e uma vasta memória contida em documentos, na cultura, na mente dos gerentes e que são vivenciadas diariamente. Desse modo, essas decisões que são tomadas cotidianamente vão além das pessoas que o formam e a comunicação constitui um sistema social próprio.
A sociedade constitui o terceiro sistema social e abrange todas as comunicações produzidas e inclui as organizações e interações.
O sistema apresentado por Luhmann é autopoiético, ele mesmo produz e reproduz qualquer mínimo elemento que o constitui. Por ser fechado operacionalmente, as comunicações são produzidas somente dentro do sistema e essas mesmas comunicações produzem outras. Por exemplo, isso pode ser comprovado numa simples interação: Numa sala de aula, o professor repassa o seu conhecimento aos alunos e vice-versa. Quanto mais se fala e os alunos participam, mais possibilidades de comunicação se abrem. Se ninguém diz nada, não haverá comunicação.
O conceito de acoplamento estrutural soluciona a dúvida de como é possível haver comunicação se o homem está fora da sociedade. Simplificando, o sistema e o homem estão vinculados, significa que o ambiente(nesse caso, o homem) pode alterar a direção da operação dentro no sistema sem uma invasão direta.
O homem está acoplado ao sistema, ele pode produzir uma série de irritações, algo que perturbe, altere o sistema ou o tire de seu estado inicial. No fim, o sistema vai produzir certas ações por conta dessa mudança direcionada pelo homem. O sistema não modifica suas operações internas, ele só irá absorver e gerar, obedecendo a sua lógica a esses direcionamentos.
Entre o sistema social e o homem ocorre um tipo especial de acoplamento estrutural: a linguagem. Esses dois sistemas dependem um do outro. Acoplamento estrutural não quer dizer que exista uma invasão, mas sim que um pode acessar a multiplicidade do outro. Nesse caso, inexiste uma junção mas um acessa a complexidade do outro, e o fechamento operacional continua.
Por exemplo, a Rede Globo é idealizadora do Criança Esperança que apoia projetos sociais realizados pela Unesco. A organização é um sistema que se torna acoplado a certos segmentos da sociedade, a uma parcela da população mais carente. Ela visualiza um investimento promissor nesse tipo de associação, por conta da relevância social e passa a investir nisso divulgando valores como solidariedade e o voluntariado. Ao mesmo tempo, esses segmentos são beneficiados pela visibilidade que alcançam. Os dois sistemas dependem um do outro, se um cresce o outro também, mas nenhum deixa de operar à sua maneira.
O conceito de interpenetração diverge do conceito de acoplamento estrutural mesmo estando muito próximos semanticamente. A interpenetração é análoga a uma intersecção sistêmica.

## Conceitos Fundamentais
Partindo da proposta de Claudio Baraldi e Elena Esposito, sugere-se, a seqüência abaixo como percurso para melhor compreensão da leitura sociológica da sociedade por Niklas Luhmann:
- Comunicação/unidade social, Senso/sentido, semântica social, generalização simbólica
- Paradoxo da diferenciação, assimetria/identidade, re-entry
- Interação, expectativa normativa, expectativa cognitiva, sociedade
- Ciência/observação de segunda ordem,sociedade complexa, seletividade, Teoria da evolução/construtivismo
- Sistema/ambiente, estrutura/função, acoplamento estrutural, código binário de referência, autopoiese, autorreferência
- Mudança/aprendizagem/consenso
- O Direito da Sociedade.

## Comunicação
O termo comunicação na Teoria dos Sistemas de Luhmann vai muito além do idioma e da escrita. A comunicação é o elemento central de todos os sistemas. Dessa forma, se destaca o sistema fechado dos meios de comunicação (ou de difusão), constituído por "todas as instituições da sociedade que se servem de meios técnicos de reprodução para a difusão da comunicação.":16 Incluem-se, portanto, livros, revistas, jornais impressos, ou produtos eletrônicos e gráficos que são reproduzidos em grande quantidade para um público massivo.
Para Luhmann, esses meios são formas de diminuir a complexidade da comunicação dentro dos sistemas, a partir da premissa de que esta não é um evento provável. A expressão improbabilidade da comunicação provém de sua formulação teórica. Segundo  a teoria dos sistemas, a comunicação pode ser impedida porque a mensagem não é compreendida pelo receptor ou porque não chega  a ele ou não é aceita por ele. Os meios de comunicação atuam, da mesma forma que outros media, como formas de reduzir essa "improbabilidade". Um desses media é a linguagem.
Os indivíduos e os aparatos técnicos não possuem relevância para essa análise, já que fazem parte do ambiente do sistema - apesar de serem indispensáveis para o seu funcionamento. Os meios de comunicação fazem com que a presença física do interlocutor seja dispensável, para que a comunicação se inicie. De fato, na difusão massificada, baseada no  aparato tecnológico, é quase impossível haver uma interação entre o emissor e o receptor. Portanto, excluem-se os aparelhos técnicos e inclui-se o princípio da recepção, em que um indivíduo vê, ouve, lê e interpreta uma mensagem e, a partir disso, gera outra comunicação.:19
O fechamento do sistema faz com que a comunicação tenha mais chances de ser efetivada, pois, sendo esta interna, reduz-se a complexidade dentro do sistema: a informação é escolhida e processada no interior do próprio sistema. Por essa razão, Luhmann afirma que "cada participante tem a oportunidade de extrair da oferta aquilo que lhe convém ou aquilo que, em seu meio (por exemplo, como político ou como professor), acredita precisar saber.":18
Segundo Luhmann, "a função dos meios de comunicação  consiste em orquestrar a auto-observação do sistema social".:158 Para ele os meios de comunicação não buscam a integração social, mas sim possibilitar um possível observar dos observadores; dessa forma, sua função não consiste em aumentar o conhecimento, mas sim em tornar as coisas conhecidas,:159 isto é,  disponibilizar para o público a sua observação de mundo para que esse público possa elaborar sua própria observação, por meio da  "criação da realidade", que, no caso dos meios de comunicação, pode ser entendida como a produção de informação. Assim os meios possibilitam uma observação massiva de si mesmos e de sua observação, que pode ser compreendida como uma "realidade de fundo".
Sendo os meios de comunicação, produtores constantes de informações, eles acabam por veicular novas informações e descartar as velhas. Nessa seleção de informação, necessita-se da memória para diferenciar entre a informação e a não informação (a nova e a velha). A função social dos meios de comunicação, para Luhmann, é ainda a criação de uma "memória sistêmica".:158 Essa memória disponibiliza uma “realidade de background” para todas as comunicações da sociedade. É através dessa memória que a realidade é construída.:158
A  esfera pública seria como um "lugar" onde as comunicações públicas circulam, porém ela deve ser compreendida como um meio que carrega essas comunicações. Os meios de comunicação não produzem a esfera pública, mas a reproduzem. Ela permeia toda a sociedade, desde as suas interações às suas organizações. Luhmann cita o mercado como ambiente interno (esfera pública) do sistema econômico e a opinião pública como esfera pública do sistema político.:169
A comunicação se divide em três áreas que se diferenciam entre si pelos fatores que utilizam para justificar a forma com que as informações veiculadas são escolhidas. As áreas são: notícias e reportagens, publicidade e  entretenimento.:49-51

### Notícias e reportagens
A evolução do ato de contar aos outros os acontecimentos do dia resultou no surgimento dos jornalistas, profissionais que tem credibilidade com as pessoas em geral por elas considerarem que eles são bons pesquisadores, logo, relatam os fatos acontecidos com precisão.
As notícias são relatos de acontecimentos recentes. Em sua escolha dos fatos que serão transformados em notícias, os jornalistas podem utilizar dez seletores para definir o que seria mais importante. Os seletores são: Surpresa, Conflito, Quantidade, Relevância Local, Transgressões à Norma, Julgamentos Morais, Pessoas que violam as normas, Atualidade, Manifestação de Opiniões e Seleção dos próprios seletores.
As reportagens são mais extensas e não dependem dos seletores como as notícias, pois o foco delas não é o tempo presente nem os acontecimentos mais recentes. Sua principal função é aprofundar o conhecimento do público sobre determinado assunto.:53-77

### Publicidade
A publicidade funciona de forma manipuladora. Ela utiliza meios psicológicos, como a repetição de propagandas, para fazer as pessoas quererem uma coisa e pensarem que a vontade de comprar aquilo veio delas mesmas, mas na verdade foram influenciadas por comerciais e anúncios. O foco da publicidade é fazer o público saber que os produtos existem e por qual preço podem ser comprados.
A publicidade utiliza vários métodos para ganhar a atenção dos consumidores, como anúncios visualmente chamativos. É bastante comum também o uso da “opacificação”, uma contradição no uso da linguagem. Por exemplo, anúncios que dizem ao cliente que ele pode economizar comprando determinado produto - sendo que não é possível economizar gastando dinheiro. A propaganda não sabe exatamente que produto o seu público deseja adquirir, mas investe paraoferecer algo esteja o mais próximo possível desse desejo.:83-91

### Entretenimento
O entretenimento é caracterizado por produções que ultrapassam as fronteiras do real e do ficcional, como livros e filmes, e que envolvem completamente o leitor ou telespectador. Quando uma narrativa é bem construída, ela apresenta uma realidade fictícia aos indivíduos com muitos detalhes. Eles podem até considerar que essa realidade, por ser muito bem explicada e detalhada, poderia acontecer em seu mundo real.
O entretenimento proporciona ao leitor, no caso de um livro, uma auto-inserção naquele mundo fictício e, naquele momento de leitura, o mundo ficcional é tão verdadeiro e importante quanto o mundo real. No caso dos filmes, a trilha sonora ajuda a construir a ambientação e a situar quem os assiste naquele universo.
Quando é exposto a influências externas ou não possui referências à realidade real, o telespectador estabelece as diferenças entre real e ficcional e a sensação de imersão é quebrada. As histórias, mesmo sendo fictícias, fazem com que o telespectador reflita e chegue a conclusões sobre a sua vida real.:93-109

## Trabalhos principais
- 1969 Legitimation durch Verfahren  (publicado em português sob o título de  Legitimação pelo procedimento. Brasília: UnB, 1980)
- 1972: Rechtssoziologie I (publicado em português sob o título de Sociologia do direito I.  Rio de Janeiro: Tempo Brasileiro, 1983. 252 p.)
- 1972: Rechtssoziologie II (publicado em português sob o título de Sociologia do direito II.  Rio de Janeiro: Tempo Brasileiro, 1985. 212p.')
- 1981: Ausdifferenzierung des Rechts. Beiträge zur Rechtssoziologie und Rechtstheorie (em português, 'A diferenciação do direito. Contribuições para a sociologia e a teoria do direito'; publicado em italiano sob o título de   La differenziazione del diritto. Contributi alla sociologia e alla teoria del diritto; Bologna: il Mulino, 1990 397p. ISBN 88-15-02100-0)
- 1982: Liebe als Passion:  Zur Codierung von Intimität (publicado em português sob o título de O amor como paixão:  para a codificação da intimidade;  Rio de Janeiro: Bertrand Brasil; Lisboa, Portugal: Difel, 1991. 250p. ISBN 972290051X')
- 1984: Soziale Systeme ('Sistemas sociais')
- 1988: Die Wirtschaft der Gesellschaft ('A Economia da Sociedade')
- 1990: Die Wissenschaft der Gesellschaft ('A Ciência da sociedade')
- 1991: Soziologie des Risikos ('Sociologia do risco')
- 1993: Das Recht der Gesellschaft ('O direito da Sociedade')
- 1995: Social systems ('Sistemas Sociais')
- 1995: Die Kunst der Gesellschaft ('A Arte da Sociedade')
- 1997: Die Gesellschaft der Gesellschaft ('A sociedade da sociedade')
- 1998: Die Politik der Gesellschaft ('A Política da sociedade')
- 2000: Die Religion der Gesellschaft  ('A religião da sociedade')
- 2002: Das Erziehungssystem der Gesellschaft ('O sistema educacional da Sociedade')

## Trabalhos sobre Luhmann
- ALBUQUERQUE, Paulo Antonio de M. Funktionen und Struktur der Rechtsprechung im demokratischen Rechtsstaat in normen-und systemteoretischer Perspective. Berlim: Duncker & Humblot, 2001. ISBN 3-428-09894-3.
- ALBUQUERQUE, Paulo Antonio de M., GOMES, Rafael Benevides B. Implicações Sistêmicas da Súmula Vinculante. in: NOMOS: Revista do Curso de Mestrado em Direito da UFC, v. 26, JAN-JUN, p. 225-238, 2007 ISSN: 1807-3840
- AMATO, Lucas Fucci. Construtivismo jurídico: teoria no direito. Curitiba: Juruá, 2017 ISBN 978853627034-0
- AMATO, Lucas Fucci. Constitucionalização corporativa: direitos humanos fundamentais, economia e empresa. Curitiba: Juruá, 2014 ISBN 978-85-362-4741-0
- AGGIO, Amanda Bastos M., O Olhar Complexo e Sistêmico Aplicado à Comunicação: a Teoria Sistêmica de Niklas Luhmann. Ouro Preto: Intercom 2012
- ARNAUD, André-Jean; LOPES JR., Dalmir (org.). Niklas Luhmann: do sistema social à sociologia jurídica. Rio de Janeiro: Lumen Juris, 2004 389 p. ISBN 85-7387-487-2
- NEVES, Marcelo. Entre Têmis e Leviatã: uma relação difícil. O estado democrático de direito a partir e além de Luhmann e Habermas. São Paulo: Martins Fontes, 2006 353 p. ISBN 85-336-2282-1
- NEVES, Clarissa Eckert Baeta; SAMIOS, Eva Machado Barbosa. Niklas Luhmann: a nova teoria dos sistemas. Porto Alegre: Ed. da Universidade/UFRGS: Goethe-Institut/ICBA, 1997 111p ISBN 8570254237
- MAGALHÃES, Juliana Neuenschwander. História Semântica do Conceito de Soberania: o paradoxo da soberania popular. Tese de Doutorado apresentada à Faculdade de Direito da UFMG, Belo Horizonte, 2000 424 p.
- ROCHA, Leonel Severo; SCHWARTZ, Germano; CLAM, Jean. Introdução à teoria do sistema autopoiético do direito. Porto Alegre: Livraria do Advogado, 2005.
- ROCHA, Leonel, Michael King e Germano Schwartz. A verdade sobre a autopoiesis no Direito. Porto Alegre: Livraira do Advogado, 2009.
- VILLAS BÔAS FILHO, Orlando. O direito na teoria dos sistemas de Niklas Luhmann. São Paulo: Max Limonad, 2006, 268p ISBN 8575490222.
- TONET, Fernando. Reconfigurações do Constitucionalismo: evolução e modelos constitucionais sistêmicos na pós-modernidade. Editora Lumen Juris.Rio de Janeiro - 2013.
- TRINDADE, André. Os direitos fundamentais em uma perspectiva autopoiética.Porto Alegre: Livraria do Advogado, 2007.
- TRINDADE, André. Para entender Luhmann e o Direito como sistema autopoiético. Porto Alegre: Livraria do Advogado, 2008.
- BERGHAUS, Margot. Luhmann leicht gemacht: Eine Einführung in die Systemtheorie. Stuttgart 2004.
- STAMFORD DA SILVA, Artur. Dez lições sobre Niklas Luhmann. Petrópolis: Vozes, 2016.
- VIANA, Ulisses Schwarz. A Repercussão Geral sob a ótica da teoria dos sistemas de Niklas Luhmann. São Paulo: Saraiva, 2011 (2ª ed.).
- VIANA, Ulisses Schwarz. Direito e Justiça em Niklas Luhmann: complexidade e contingência no sistema jurídico. Porto Alegre: Sergio Antonio Fabris Editor, 2015 (1ª ed.).
- NAFARRATE, Javier Torres. Introdução à Teoria dos Sistemas. Petrópolis: Vozes, 2009.